# Fernando Charrier

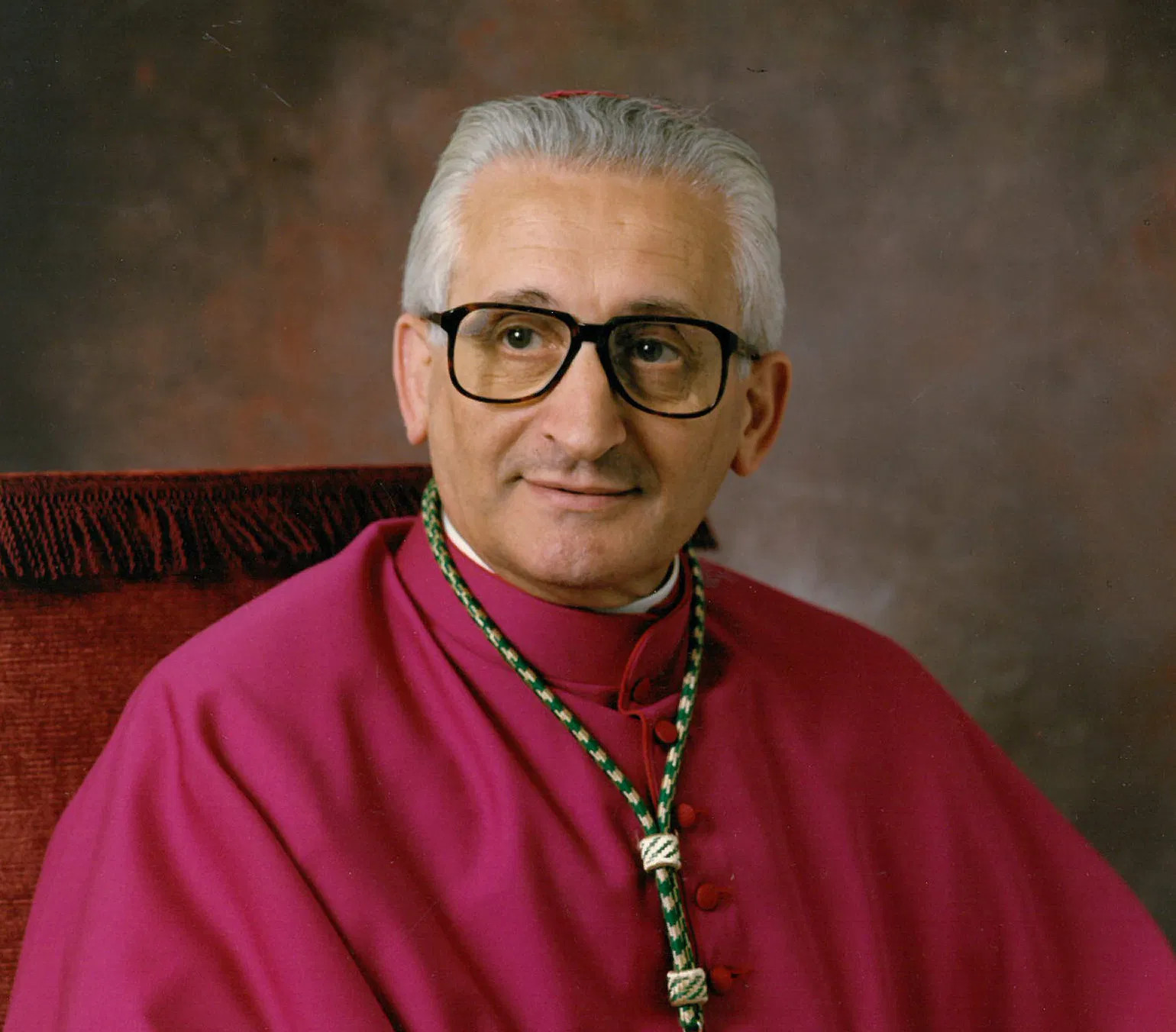
Bischof Fernando Charrier

Bischofswappen

Fernando Charrier (* 12. September 1931 in Bourcet bei Roure, Val Chisone, Provinz Turin; † 7. Oktober 2011 in Alessandria, Piemont) war ein italienischer Geistlicher und römisch-katholischer Bischof des Bistums Alessandria. Papst Johannes Paul II. nannte ihn den Prediger des sozialen Evangeliums.

## Leben
Fernando Charrier studierte am Seminar in Pinerolo und empfing am 24. Juni 1956 die Priesterweihe. Er war zunächst Sekretär des Bischofs Gaudenzio Binaschi und dann Pfarrer in Mentoulles. An der Päpstlichen Lateranuniversität in Rom studierte er Kanonisches Recht. 1968 wurde ihm durch Bischof Santo Bartolomeo Quadri die Leitung des Amtes für soziale Probleme und Arbeit im Bistum Pinerolo übertragen. Nach einem Engagement für die ACLI (Associazioni Cristiane dei Lavoratori Italiani) wurde er 1971 Sekretär der Arbeitsgruppe für Pastoral und Arbeit in der Italienischen Bischofskonferenz (CEI), aus der 1975 das Nationale Büro der Italienischen Bischofskonferenz für die Pastoral- und Sozialarbeit entstand. Scharrier übernahm anschließend die Aufgabe des Sekretärs der italienischen Kommission für Gerechtigkeit und Frieden.
Papst Johannes Paul II. ernannte ihn am 29. September 1984 zum Titularbischof von Cercina und bestellte ihn zum Weihbischof in Siena, Montalcino und Colle di Val d’Elsa. Der Erzbischof von Turin, Anastasio Alberto Kardinal Ballestrero OCD, spendete ihm am 11. November 1984 die Bischofsweihe; Mitkonsekratoren waren Pietro Giachetti, Bischof von Pinerolo, und Ismaele Mario Castellano OP, Erzbischof von Siena und Bischof von Colle di Val d’Elsa und Montalcino. Nach der Vereinigung der Bistümer Montalcino und Colle di Val d’Elsa mit dem Erzbistum Siena wurde er am 30. September 1986 Weihbischof des neuen Erzbistums Siena-Colle di Val d’Elsa-Montalcino. Er war Sekretär der Evangelizzazione e promozione umana e Riconciliazione cristiana e comunità degli uomini. 1985 wurde er auf der Generalversammlung der CEI zum Präsidenten der bischöflichen Kommission für soziale Probleme und Arbeit gewählt. 1989 erfolgte die Wahl zum Präsidenten der Comitato Scientifico-Organizzatore delle Settimane Sociali dei Cattolici Italiani.
Am 22. April 1989 wurde Fernando Charrier von Papst Johannes Paul II. zum Bischof von Alessandria ernannt. Er war von 1989 bis 1996 und 2007 Mitglied der Rechtskommission der CEI. Im Mai 1990 wurde er Präsident der Sekretär der bischöflichen Kommission für soziale Probleme und Arbeit. Als Präsident der Stiftung Gerechtigkeit und Solidarität (Fondazione Giustizia e Solidarietà), setzte er eine erfolgreiche Kampagne gegen die Auslandsverschuldung der CEI durch. Anlässlich des Jubiläumsjahres 2000, koordiniert Charrier Gruppen von drei Vorbereitungstreffen für die Arbeitnehmer mit dem Papst: das Jubiläum der Handwerker des 19. März, das Jubiläum der Arbeiter am 1. Mai und das Jubiläum des Bauern am 12. November. Im Mai 2000 wurde er als Mitglied in die Bischöfliche Kommission für Kultur und Kommunikation berufen. Er war zudem langjähriger Vize-Präsident der Bischofskonferenz von Piemont. Er war kirchlicher Berater der Coopération Internationale pour le Développement et la Solidarité (CIDSE), einer katholischen Agentur für Internationale Zusammenarbeit für Entwicklung und Solidarität in Brüssel.
Am 4. April 2007 nahm Papst Benedikt XVI. sein altersbedingtes Rücktrittsgesuch an.